# Martin Fenske
Martin Fenske (1902-1964) fue un inmigrante alemán de izquierda que llegó a la región del Río de la Plata en los años 30, escapando del nazismo. Fue maestro en varias escuelas alemanas en Argentina e integrante del grupo antinazi  “La Otra Alemania” y de la organización socialista Vorwärts (Adelante). 

## Biografía

### Estudios, militancia y llegada a la Argentina
Nació en Znin, Posnania (Posen). Estudió matemática, física y química en Berlín y Múnich, entre otros con Albert Einstein. Estuvo desocupado por un tiempo. Trabajó de carbonero en el Neues Schauspielhaus en Berlín. Era socialista y cercano al Partido Comunista de Alemania de Oposición (Kommunistische Partei Deutschlands /Opposition). Fenske era pacifista. Trabajó en organizaciones culturales de la izquierda. En el año de 1932 emigró al Uruguay y luego arribó a Buenos Aires (Schnorbach, 2005 y Friedmann, 2010).

### Casamiento
Se casó el 21 de agosto de 1933 en Buenos Aires con Johanna (Hanna) Fürst. Su cuñado, Max Fürst, cuenta que Fenske y Hanna se conocieron en Berlín. Los Fürst constituían una familia judío-alemana oriunda de Königsberg. La familia Fürst se había mudado después de la muerte del padre de Hanna a Berlín. Allí Martin y Hanna se conocieron y se convirtieron en novios

### Docencia en escuelas alemanas
Al principio Martin Fenske habría trabajado de peón o gaucho en  Sudamérica. Trajo a Hanna, su novia, el año siguiente y en el año 1936 consiguió una visa para la hermana de Hanna, Elisabeth (Fürst,1973).   Martin Fenske  en  1933 llegó a ser maestro en la Escuela Humboldt en el barrio de Belgrano. Poco tiempo después en 1934 Ernesto Alemann convocó a Martin Fenske para desempeñarse como maestro en la Pestalozzi Schule o Colegio Pestalozzi (Schnorbach, 2005 y Friedmann 2010). Se desempeñó en este establecimiento enseñando alemán y matemáticas solamente durante los años de 1934 y 1935. Su esposa Johanna Fenske (Fürst) figura en la tabla de profesores solamente en el año 1934, sin materia asignada (Schnorbach, 2005).
En 1936 Martin Fenske comenzó a trabajar en la Cangallo Schule o Escuela Cangallo, donde prestó servicios hasta su jubilación. El Jahresbericht (informe anual) del año 1937 de dicha institución  menciona a Fenske como profesor de Alemán, dando tres veces cursos de alemán en dos grupos

### La otra Alemania
Fenske también colaboró con la revista opositora al régimen nazi Das Andere Deutschland (La otra Alemania) y participó en la  histórica organización Vorwärts, la famosa asociación socialista (Schnorbach, 2005). Se cree que  Fenske formó parte del DAD  en sus primeros años en Argentina pero después se alejó. Continuó en cambio activando en Vorwärts durante toda su vida, especialmente cuando se muda a la localidad de Moreno.

### Su libro de textos
Martin Fenske escribió el manual escolar titulado Wer lesen kann, hat Freude dran (Quien sepa leer, lo disfruta), Buenos Aires: Beutelspacher 1946.

### Fundación de la escuela alemana de Moreno
Entre 1956 y 1961 Fenske participó de la fundación de otro colegio alemán en el oeste de la ciudad de Buenos Aires, la Deutsche Schule Moreno. Fenske vivió en el partido de Moreno y trabajó hasta su muerte en dicha institución. 
En Moreno, Fenske residía en la quinta y vivero “El Mirasol”, en La Reja, actualmente sede del Club Mariano Moreno. Allí vivía con su esposa, Johanna Fürst, y sus dos hijos. En esa misma quinta se organizaban fiestas y reuniones con los alemanes de la zona.

## Fallecimiento
Martin Fenske falleció en un viaje a Berlín Occidental, Neu-Köln, en 1964, a los 62 años de edad, el 3 de julio de 1964 (Schnorbach, 2005 y Friedmann 2010).  Fenske está enterrado en Alemania.